# Barrage du Grand-Moulin
Barrage du Grand-Moulin är en dammbyggnad i Kanada.   Den ligger i provinsen Québec, i den sydöstra delen av landet, 140 km öster om huvudstaden Ottawa. Barrage du Grand-Moulin ligger 18 meter över havet.
Terrängen runt Barrage du Grand-Moulin är platt. Runt Barrage du Grand-Moulin är det mycket tätbefolkat, med 1 956 invånare per kvadratkilometer.. Närmaste större samhälle är Laval, 15,5 km öster om Barrage du Grand-Moulin.
Runt Barrage du Grand-Moulin är det i huvudsak tätbebyggt.